# Okenia stellata
Okenia stellata Rudman, 2004 è un mollusco nudibranchio della famiglia Goniodorididae.

## Descrizione
Il nome deriva dal latino tardo stellatus, cioè a forma di stella, in quanto le papille laterali sono molto allungate e si dispongono in varie direzioni rispetto al corpo dando l'apparenza di una stella a più punte.

## Distribuzione e habitat
Rinvenuta al largo delle coste del Queensland e del Nuovo Galles del Sud, in Australia.